# Cooper Steam Digger
Die Cooper Steam Digger Co. Ltd. war ein britischer Hersteller von Landmaschinen und Automobilen in Kings Lynn (Norfolk). 1909–1910 wurde ein Mittelklasseautomobil gebaut.
Der Cooper 22 hp war ein großer Tourenwagen mit einem Radstand von 2.997 mm und einer Spurweite von 1.320 mm. Der offene Aufbau war 3.874 mm lang und 1.524 mm breit.
Ungewöhnlich war der Antrieb, der von einem Vierzylinder-Zweitaktmotor mit 3,2 l Hubraum bewerkstelligt wurde. Das Gewicht des Fahrgestells lag bei 965 kg.
Bereits 1910 wurde die Fertigung nach nur sechs Exemplaren wieder eingestellt und die Firma beschränkte sich wieder auf den Bau von Landmaschinen.

## Modelle
| Modell | Bauzeitraum | Zylinder | Hubraum  | Radstand |
| ------ | ----------- | -------- | -------- | -------- |
| 22 hp  | 1909–1910   | 4 Reihe  | 3233 cm³ | 2997 mm  |

## Quelle
- David Culshaw & Peter Horrobin: The Complete Catalogue of British Cars 1895–1975. Veloce Publishing plc. Dorchester (1999).  ISBN 1-874105-93-6